# بوني همر
بوني همر (بالإنجليزية: Bonnie Hammer)‏ هي سيدة أعمال أمريكية، ولدت في 1950 في نيويورك في الولايات المتحدة.